# Tarenna
Tarenna es un género con 263 especies de plantas con flores perteneciente a la familia Rubiaceae.

## Especies seleccionadas
- Tarenna acuminata Merr.
- Tarenna acutisepala W.C.Chen
- Tarenna adamii Schnell
- Tarenna adangensis Ridl.
- Tarenna agumbensis Roghavan
- Tarenna alpestris (Wight) N.P.Balakr.

## Sinonimia
- Chomelia L. 1758, nom. rejic.
- Cupi Adans. 1763
- Webera Schreb. 1791
- Wahlenbergia Blume 1823, nom. illeg.
- Canthiopsis Seem. 1866
- Zygoon Hiern in Oliv. & auct. suc. (eds.) 1877
- Bonatia Schltr. & K.Krause 40(92): 44 1908
- Flemingia Hunter ex Ridl. 1909, nom. illeg.
- Camptophytum Pierre ex A.Chev. 1917[2]